# Óscar V. Cruz
Óscar Cruz y Valero (Balanga, Bataan, Área insular de Estados Unidos, 17 de noviembre de 1934-San Juan (Gran Manila), 26 de agosto de 2020) fue un arzobispo católico y abogado canónico filipino. Arzobispo de Lingayen – Dagupan, en Pangasinan (1991-2009), y Presidente de la Conferencia de Obispos Católicos de Filipinas (CBCP) (1995-1999).

## Biografía
Oscar Cruz nació 1934, en Balanga, Bataan, Filipinas. Recibió su formación en el Seminario Central de la Universidad de Santo Tomás y prosiguió sus estudios de teología en la Pontificia Universidad Lateranenese.
Su ordenación sacerdotal fue el 8 de febrero de 1962 y su consagración episcopal el 3 de mayo de 1976. Ocupó diversos puestos en la Iglesia Católica en Filipinasː Fue el primer rector filipino del Seminario de San Carlos de la Arquidiócesis de Manila (1973-1978); obispo auxiliar de Manila (1976-1978); arzobispo de la Arquidiócesis de San Fernando (1978-1988); arzobispo de Lingayen-Dagupan (nombrado el 15 de julio de 1991). También fue nombrado vicario judicial del Tribunal Nacional de Apelaciones de la Conferencia de Obispos Católicos de Filipinas (CBCP) y director de la Oficina Legal de CBCP.
Durante su presidencia al frente de los Obispos Católicos Filipinos (CBCP), publicó varias documentos sobre diversos temasː economía (julio de 1998), política (septiembre de 1998), cultura (enero de 1999) y espiritualidad (enero de 1999), en los que se descubre una sensibilidad moral y eclesial frente a los retos del nuevo milenio.
Mantuvo una postura dura y crítica hacia varios presidentes filipinosː Ferdinand Marcos, Corazón Aquino, Fidel V. Ramos, Joseph Estrada, Gloria Macapagal Arroyo, Benigno Aquino III y Rodrigo Duterte. Luchó decididamente contra el juego ilegal, la corrupción política y los abusos en la Iglesia.
Fue uno de los canonistas filipinos más prestigioso. Como vicario judicial del Tribunal Nacional de Apelaciones de la CBCP se encargó del tribunal de las apelaciones nacional y de la investigación de los abusos sexuales del clero.
Se jubiló el 8 de septiembre de 2009. En 2018, una pulmonía le obligó a retirarse de la vida pública. Falleció el 26 de agosto de 2020 a causa del COVID-19.
Cruz publicó muchos libros, entre otrosː CBCP Guidelines on Sexual Abuse and Misconduct: A Critique, and Call of the Laity.